# Бульвар Красных Зорь
Бульвар Кра́сных Зорь — улица в Невском районе Санкт-Петербурга. Проходит от Прямого до Белевского проспекта. Продолжение магистрали на запад носит название Южное шоссе.

## История
Название бульвар Красных Зорь дано 12 ноября 1962 года с целью возрождения названия революционного времени в связи с тем, что ранее в городе была улица Красных Зорь (ныне поглощена Каменноостровским проспектом).

## Пересечения
- Прямой проспект
- улица Седова
- улица Бабушкина
- Белевский проспект / улица Кибальчича

## Транспорт
Автобусы:
- № 95 (пр. Александровской фермы — Рощинская улица)
- № 97 (Завод ЖБИ№1 — ул. Коллонтай, 47)
- № 157 (ст. м. Ломоносовская — Малая Балканская улица)
- № 253 (ст. м. Площадь Александра Невского — ст. м. Купчино)

До 2006 года на бульваре располагалась троллейбусная диспетчерская, и по бульвару осуществлялось троллейбусное движение. С 2000 по 2006 год ходил 36-й троллейбус, до 2006 года конечная станция использовалась 14-м и 16-м маршрутами. Контактная сеть троллейбуса существует по сей день, однако регулярного троллейбусного движения там нет.
С 8 февраля по 31 декабря 2016 года, во время ремонта станции метро «Елизаровская», по бульвару ходил автобус № 8В (Троицкое поле — ст. м. Площадь Александра Невского)

## Объекты городской среды
- Парк «Куракина дача»
- Общежитие № 3 Российского государственного гидрометеорологического университета (дом 4)
- Подростково-молодёжный клуб «Красные зори»
- Школа 345, д.6, к.2
- Стоматологическая поликлиника (дом 7)
- Детский сад № 133 (дом 22)
- Гараж-гостиница (дом 26)
- Детский сад № 41
- Диспетчерская СПб-Московская-Сортировочная